# Ефект Пойнтінга — Робертсона
Ефект Пойтінга—Робертсона — процес втрати орбітального кутового моменту тілом (зазвичай маленькою частинкою космічного пилу) при русі по орбіті навколо іншого тіла, що є джерелом електромагнітного випромінювання. 
В Сонячній системі ефект Пойнтінга—Робертсона змушує частинки космічного пилу розміром від 1 мкм до 1 мм втрачати свій орбітальний момент імпульсу і падати на Сонце. Менші частинки можуть викидатися з Сонячної системи радіальним тиском сонячного випромінювання, а більші частинки можуть стикатись з іншими об’єктами ще до того, як ефект Пойнтінга—Робертсона встигне суттєво вплинути на їхній рух. 
В 1903 році Джон Генрі Пойнтінг першим описав цей ефект на основі ефірної теорії електромагнетизму. У 1937 році Говард Робертсон дав строге доведення ефекту в термінах загальної теорії відносності.

## Пояснення ефекту

Випромінювання Сонця теплове випромінювання пилинки (a) в системі відліку, повязаною з пилинкою; (b) в системі відліку Сонця.

Ефект можна зрозуміти двояко, в залежності від обраної системи відліку.
З точки зору пилинки, що обертається навколо зорі (панель (а) на рисунку), здається, що випромінювання зорі приходить трохи спереду (аберація світла). Тому поглинання цього випромінювання призводить до сили з компонентом проти напрямку руху. Кут аберації дуже малий, бо випромінювання рухається зі швидкістю світла, а пилинка - на багато порядків повільніше.
З точки зору зорі (панель (b) на рисунку), пилинка поглинає сонячне світло в радіальному напрямку, тому це не впливає на кутовий момент зерна. Але перевипромінювання фотонів, ізотропне в системі пилинки (а), більше не є ізотропним в системі зорі (б). Це анізотропне випромінювання змушує фотони уносити кутовий момент від пилинки.
Ефект Пойнтінга–Робертсона можна описувати як силу, протилежну за напрямком орбітальному руху пилинки. Така сила Пойнтінга–Робертсона дорівнює:
{\displaystyle F_{\rm {PR}}={\frac {v}{c^{2}}}W={\frac {r^{2}L_{\rm {s}}}{4c^{2}}}{\sqrt {\frac {GM_{\rm {s}}}{R^{5}}}}},
де v — швидкість пилинки, c — швидкість світла, W — потужність поглинутого випромінювання, r — радіус пилинки, G — гравітаційна стала, Ms — маса Сонця, Ls — світність Сонця, а R — радіус орбіти пилинки.

## Математична теорія
На нерухому сферичну частинку радіуса {\displaystyle a} на відстані {\displaystyle r} від Сонця діє сила тиску світла, що направлена за радіус-вектором частинки:
{\displaystyle \mathbf {F} ={\frac {\pi ^{2}R_{\odot }a^{2}}{cr^{2}}}{\frac {\mathbf {r} }{r}}\int I_{\odot }(\lambda )Q(a,\lambda )d\lambda \equiv F_{0}{\frac {\mathbf {r} }{r}}}
де {\displaystyle Q(a,\lambda )} — фактор ефективності для тиску випромінювання, {\displaystyle I_{\odot }} — спектральна інтенсивність випромінювання Сонця, {\displaystyle R_{\odot }} — радіус Сонця, {\displaystyle \lambda } — довжина хвилі. Якщо частинка рухається з орбітальною швидкістю {\displaystyle {\dot {r}}} і трансверсальної швидкістю {\displaystyle r{\dot {\phi }}} ({\displaystyle \phi } — кут повороту в площині орбіти), то сила {\displaystyle \mathbf {F} } через аберацію світла відхилиться від радіус-вектора і зміниться по величині (у власні системі відліку частинки). З точністю до членів першого порядку по відношенню швидкості частинки до швидкості світла радіальна і трансверсальна складові сили тиску випромінювання відповідно рівні:
{\displaystyle F_{r}=F_{0}(1-2{\dot {r}}/c),\ \quad F_{\phi }=-F_{0}r{\dot {\phi }}/c},
і рівняння орбітального руху частинки набувають вигляду:
{\displaystyle {\ddot {r}}-{\dot {r}}\phi =-(GM_{\odot }-\alpha c)r^{-2}-2\alpha \cdot rr^{-2}},
{\displaystyle {\frac {d}{dt}}({\dot {r}}\phi )=-\alpha \cdot \phi },
де {\displaystyle G} —гравітаційна стала і {\displaystyle M_{\odot }} — маса Сонця. Для випадку {\displaystyle Q=1} (абсолютно чорна частинка, що перевипромінює ізотропно) Робертсон отримав значення {\displaystyle \alpha =3,55\cdot 10^{-8}\,(a\rho )} а.о. в рік, де {\displaystyle \rho } — густина частинки ({\displaystyle a} — в сантиметрах {\displaystyle \rho } — в г/см³). Таким чином, випромінювання впливає на орбітальний рух трояко:
1. змінюється ефективна маса центру притягування, який при {\displaystyle \alpha >{\frac {GM_{odot}}{c}}} може перетворитись в центр відштовхування;
2. виникає направленна проти радіального руху «сила тертя» {\displaystyle 2\alpha {\dot {r}}r^{-2}}, яка прагне перетворити орбіту в кругову
3. і, як це випливає з другого рівняння руху, відбувається втрата моменту імпульсу, що перетворює орбіту в спіраль, що скручується (інколи саме цей ефект називають ефектом Пойтинга—Робертсона, у вузькому смислі). Частинка, що знаходиться на орбіті радіусу {\displaystyle r_{0}} впаде на Сонце за час {\displaystyle t={\frac {r_{0}^{2}}{4\alpha }}=7\cdot 10^{6}a\rho r^{2}} років.

Ефект Пойнтинга—Робертсона враховується в теорії еволюції метеоритної речовини в Сонячній системі, а також в космогонії планетних систем. Цей ефект також проявляється при русі пилових частинок навколо планет.

## Відношення до інших сил
Ефект Пойнтінга—Робертсона більш виражений для менших об'єктів. Сила тяжіння пропорційна масі, яка змінюється як {\displaystyle \propto r^{3}} (де {\displaystyle r} є радіусом пилинки), тоді як потужність, яку пилинка отримує та випромінює, пропорційна площі поверхні ({\displaystyle \propto r^{2}}). Тому для великих об’єктів ефект Пойнтінга—Робертсона незначний у порівнянні з силою тяжіння.
Ефект також сильніший ближче до сонця. Сила тяжіння змінюється як {\displaystyle \propto R^{-2}} (де R — радіус орбіти), тоді як сила Пойнтінга–Робертсона змінюється як {\displaystyle \propto R^{-2.5}} і стає відносно більшою, коли частинка наближається до Сонця. Це призводить до зменшення ексцентриситету орбіти на додачу зменшення її радіуса.
Крім того, зі збільшенням розміру частинки температура поверхні більше не є приблизно постійною, і випромінювання частинки більше не є ізотропним у системі відліку частинки. Тиск цього асиметричного випромінювання на частинку називається ефектом Ярковського і може спричиняти збільшення або зменшення радіусу орбіти в залежності від напрямку обертання частинки.
Світловий тиск впливає на ефективну силу тяжіння на частинку: менші частинки відчувають його сильніше, а дуже дрібні частинки взагалі відштовхуються від Сонця.